# Bobadilla
|  | Per a altres significats, vegeu «Bobadilla del Campo». |

Bobadilla és un municipi de la Rioja, a la regió de la Rioja Alta, travessat pel riu Najerilla. El municipi limita al nord amb Baños de Río Tobía (a 1,9 km del nucli urbà), a l'est amb Ledesma de la Cogolla (a 2,7 km del nucli urbà) i Pedroso (a 3,3 km del nucli urbà), al sud amb Anguiano i a l'oest amb Matute.

## Història
Se'n fa referència en una acta matrimonial entre Iñigo Ortiz de Zúñiga i Juana, filla bastarda del rei Carles III d'Espanya, de 8 de març de 1396, en la qual el pare del nuvi va dotar al seu fill amb diverses localitats, entre elles Baños de Rioja, Bobadilla, Clavijo i Huércanos

## Etimologia
En una butlla de 1199 per la qual es concedien privilegis al monestir de San Millán de la Cogolla apareix anomenat com Bovacella, que segons Galmés, 149 procedeix de l'arrel preromànica bob-, "serral, gola". El seu segon element -cella seria "graner", d'aquesta manera significaria "lloc on es guarda el gra perquè mengin els bous". Aquesta denominació romanç que prové del llatí bovata, remitent al lloc on beuen els bous en la seva forma diminutiva femenina